# Cincinnati, Hamilton and Dayton Railway (1895-1917)
Le Cincinnati, Hamilton and Dayton Railroad (CH&DRR, "C., H. & D.") était un chemin de fer américain de classe I localisé dans l'Ohio. Il fut créé en 1846 pour relier Cincinnati, Ohio, Hamilton, et Dayton, Ohio, sur une distance de 95 km. Des constructions et des acquisitions permirent d'étendre le réseau jusqu'à une longueur totale de 1030 km en 1902. Il fut racheté par le Baltimore and Ohio Railroad (B&O) en 1917.

## Histoire

### Origines
Le Cincinnati, Hamilton and Dayton Railroad est créé par John Alexander Collins, le 2 mars 1846 pour construire une ligne de 95 km entre Cincinnati, Ohio, Hamilton, et Dayton, Ohio. Collins naquit en Angleterre dans le Staffordshire, le 8 juin 1815. Il arriva aux États-Unis en 1825. Puis il travailla comme ingénieur sur les locomotives, avant de se rendre dans l'Ohio en 1851 pour ouvrir le C.H. & D. Il resta dans la compagnie jusqu'en 1872. Il mourut à Covington le 26 janvier 1878. Il repose au Woodland Cemetery de Dayton, Ohio, où sa tombe retrace sa vie et son œuvre.

### Acquisitions
Le 1er mai 1863, le CH&DRR loua le Dayton and Michigan Railroad à perpétuité. Début 1891, il fit l'acquisition du Cincinnati Dayton and Chicago Railroad, et en mars de la même année il racheta le Cincinnati, Dayton and Ironton Railroad. Le 7 juillet 1895, il fut rebaptisé Cincinnati, Hamilton and Dayton Railway.
Le CH&D finit par posséder ou contrôler 1 030 km de ligne en 1902. 

### Disparition
En décembre 1917 il fut racheté par le Baltimore and Ohio Railroad (B&O).

### Sources
- Morris, J.C. (ed). 1902. « 1902 Ohio Railway Report ».
- « CCH&DRR Family Tree ». Retrieved on May 16, 2005.